# 佐藤結愛
佐藤 結愛（さとう ゆあ、2009年12月26日 - ）は、日本のファッションモデル。セントラルジャパン所属。

## 人物
2021年『第8回キラピチモデルオーディション』に合格。
2024年 第8期ピンクハントイメージモデル就任。

## 書籍
- キラピチ